# Rebecca Cheptegei
Rebecca Cheptegei (ur. 22 lutego 1991 w Bukwo, zm. 5 września 2024 w Eldoret) – ugandyjska biegaczka długodystansowa i przełajowa, olimpijka z Paryża 2024.

## Udział w zawodach międzynarodowych
| Impreza                                   | Rok  | Miejsce      | Wynik   | Wynik           |
| Impreza                                   | Rok  | Miejsce      | maraton | bieg przełajowy |
| ----------------------------------------- | ---- | ------------ | ------- | --------------- |
| Igrzyska olimpijskie                      | 2024 | Paryż        | 44      | –               |
| Mistrzostwa świata w lekkoatletyce        | 2023 | Budapeszt    | 14      | –               |
| Mistrzostwa świata w biegach przełajowych | 2010 | Bydgoszcz    | –       | 15              |
| Mistrzostwa świata w biegach przełajowych | 2011 | Punta Umbría | –       | 55              |
| Mistrzostwa świata w biegach przełajowych | 2013 | Bydgoszcz    | –       | 68              |

## Życie prywatne
Kupiła ziemię i wybudowała dom w Trans Nzoia, w Kenii, aby zamieszkać w pobliżu znajdujących się tam ośrodków treningowych. Decyzji tej nie zaakceptował jej partner Kenijczyk Dickson Ndiema Marangach. 1 września 2024 Ndiema Marangach zaatakował Cheptegei, oblewając ją benzyną i następnie podpalając. Cheptegei trafiła do szpitala, gdzie po czterech dniach zmarła.